# フォーブス・マーチ
フォーブス・マーチ（Forbes March, 1973年5月12日 - ）は、イングランド・ブリストル出身のイギリスの俳優。

## 略歴
イングランドで生まれ、カナダで育つ。
トミーヒルフィガーなどのモデルを務めた後、2000年初頭からテレビシリーズに出演。2005年から2008年まで『ワン・ライフ・トゥ・リヴ』に出演していた。

## 出演作品

### テレビシリーズ
- ミュータントX（2001年 - 2004年） - ジェシー・キルマーティンの役でレギュラー出演。
- CSI:科学捜査班（2004年 - 2005年） - シーズン5にゲスト出演。